# 坂上大野
坂上 大野（さかのうえ の おおの）は、平安時代初期の貴族。大納言・坂上田村麻呂の長男。官位は従五位下・陸奥権介。

## 経歴
平城朝の大同3年（808年）5月に従六位下から四階昇進して従五位下に昇叙され、陸奧鎮守副将軍に任ぜられる。同年6月に陸奥権介を兼ねる。父・田村麻呂の後を継いて東北地方の経営に従事するが早世し、坂上氏の家督は弟・広野が継いだ。
九男の氏高は春宮権少進として平安京にいたようだが、その子で坂上当宗の養子となった坂上樹並は秋田城介に任ぜられていることから、坂上氏伝来の東北地方の経営に従事したのであろう。

## 官歴
『日本後紀』による。
- 時期不詳：従六位下
- 大同3年（808年） 5月28日：従五位下、陸奧鎮守副将軍。6月9日：陸奥権介

## 系譜
- 父：坂上田村麻呂[1]
- 母：不詳
- 妻：不詳
  - 九男：坂上氏高[1]